# Kanał Audytywny
Kanał Audytywny is een Pools muziekproject dat werd opgericht in 2002 in Wrocław. De groep combineert rap, nu jazz en triphop. 
Kanał Audytywny heeft een wisselende samenstelling en werkt vaak met gastmuzikanten. L.U.C is centraal figuur van de groep.
De optredens zijn geïmproviseerd. De groep treedt graag op op vreemde plekken, zoals een keer in een dubbeldekkerbus die door de straten van Wrocław reed.

## Leden
- L.U.C (Łukasz Rostkowski) - vocalen, elektronica, productie
- Spaso (Bartłomiej Spasowski) - grammofoon, elektronica, productie
- Haifisch (Filip Danielak) - percussie
- NBWZ (Marcin Spera) - contrabas
- Adam Lepka - trompet

## Voormalige leden
- Instalator Barnaba (Tomasz Matusiak) - percussie
- BMF (Andrzej Szewczuk) - gitaar
- Stenq (Michał Prochera) - trompet
- Ju-ghan (Darek Dżugan) - contrabas
- Zgas (Jakub Żmijowski) - beatbox
- Vima - saxofoon
- B.Cause - gramofoon
- Madej - fluit

## Discografie

### Albums
- Spasoasekuracja (2003)
- Płyta Skirtotymiczna (2004)
- Neurofotoreceptoreplotyka Jako Magia Bytu (2005)

#### Solo
- L.U.C - Haelucenogenoklektyzm, Czyli Przypowieść o Zagubieniu w Czasoprzestrzenii (2006)
- L.U.C - Hiperkonsumpcja EP (2006)